# Pteromonnina
Pteromonnina es un género de plantas con flores perteneciente a la familia  Polygalaceae.  Comprende 29 especies descritas y de estas, solo 19 aceptadas.

## Taxonomía
El género fue descrito por Bente Eriksen  y publicado en Plant Systematics and Evolution 186(1–2): 49. 1993.

## Especies aceptadas
A continuación se brinda un listado de las especies del género Pteromonnina aceptadas hasta mayo de 2014, ordenadas alfabéticamente. Para cada una se indica el nombre binomial seguido del autor, abreviado según las convenciones y usos. 
- Pteromonnina amarella (Chodat) B. Eriksen
- Pteromonnina boliviana (Chodat) B. Eriksen
- Pteromonnina cyanea (Chodat) B. Eriksen
- Pteromonnina exalata (A.W. Benn.) B. Eriksen
- Pteromonnina filifolia (Chodat) B. Eriksen
- Pteromonnina fosbergii (Ferreyra) B. Eriksen
- Pteromonnina herbacea (DC.) B. Eriksen
- Pteromonnina herzogii (Chodat) B. Eriksen
- Pteromonnina leptostachya (Benth.) B. Eriksen
- Pteromonnina lorenziana (Chodat) B. Eriksen
- Pteromonnina macbridei (Chodat) B. Eriksen
- Pteromonnina macrocarpa (Chodat) B. Eriksen
- Pteromonnina macrostachya (Ruiz & Pav.) B. Eriksen
- Pteromonnina polygonoides (Chodat) B. Eriksen
- Pteromonnina pterocarpa (Ruiz & Pav.) B. Eriksen
- Pteromonnina ramosa (I.M. Johnst.) B. Eriksen
- Pteromonnina rugosa (Chodat) B. Eriksen
- Pteromonnina stenophylla (A. St.-Hil.) B. Eriksen
- Pteromonnina weddelliana (Chodat) B. Eriksen